# Emily Carey
Emily Joanna Carey (30 d'abril de 2003) és una model i actriu anglesa coneguda per interpretar el paper de la jove Alicent Hightower a l'èpica sèrie de televisió de fantasia de HBO House of the Dragon del 2022 i els seus papers com Grace Beauchamp a One Casualty de la BBC i Mika Cavanaugh a Get Even de Netflix.

## Carrera
A més dels seus papers a Casualty i Get Even, Carey també va interpretar la jove Diana Prince (Wonder Woman), interpretada per Gal Gadot com a adulta, a la pel·lícula de Warner Bros. Wonder Woman el 2017. Va aparéixer com a jove Lara Croft a la pel·lícula de Tomb Raider, estrenada el març de 2018. Altres treballs inclouen Mary Conan Doyle a la sèrie Houdini and Doyle a FOX/ITV, i papers a Shrek The Musical al Theatre Royal, Drury Lane i The Sound of Music al Regents Park Open Air Theatre, nominat als premis Olivier. També va aparéixer al vídeo de la versió d'Idina Menzel i Michael Bublé de "Baby, It's Cold Outside", interpretant una versió més jove d'Idina Menzel. Carey va aparéixer en un article del Huffington Post com una de les cinc estrelles infantils més importants del 2016.
Carey va interpretar el paper principal d'Anastasia a la pel·lícula Anastasia: Once Upon a Time de Netflix. Interpretarà Teen Wendy a l'adaptació del guió de la novel·la de Laurie Fox The Lost Girls. Va signar amb IMG Models el 2019. El 6 de juliol de 2021 es va anunciar que Carey s'uniria al repartiment de la preqüela de Game Of Thrones d'HBO House of the Dragon, que es va estrenar el 21 d'agost del 2022.